# Floros Katsouros
Floros Katsouros (griechisch Φλώρος Κατσουρός, * 1937 in Athen) ist ein deutsch-griechischer Kunsthändler und Autor.

## Leben und Werk
Katsouros verließ Griechenland 1962 und ließ sich in den 1970er Jahren in Hannover nieder. Er spezialisierte sich als Antiquitätenhändler zunächst auf internationale Numismatik. Seit den 1990er Jahren  widmete er sich verstärkt der traditionellen Kunst Afrikas und insbesondere der Lobi in Ghana und Burkina Faso. Durch stilistische Vergleiche -in Analogie zu Ordnungsprinzipien der Numismatik- gelang es ihm erstmals in größerem Rahmen innerhalb der Kunst Afrikas individuelle Schnitzer und Schulen zu identifizieren und zuzuordnen. Katsouros publizierte auch belletristische Werke in griechischer Sprache.

## Monographien
- Die numismatische Situation in Griechenland während der Revolution von 1821 und die ersten neugriechischen Münzen des I. A. Kapodistrias. Hamburg 1975.
- Münzen des Herzogs Friedrich von Celle und seines Nachfolgers Herzog Christian Ludwig. Bomann-Museum, Celle 1987.
- Ταξίδι στη Φλωρεντία (Reise nach Florenz). Parousia Verlag, 1999, ISBN 978-960-7956-34-7.
- Οδυσσέας χωρίς κόλπα (Odysseus ohne Tricks). Kedros Verlag, Athen 2002, ISBN 978-960-04-1990-0.
- mit Sigrid Katsouros, Stephan Herkenhoff, Petra Herkenhoff: Anonyme Schnitzer der Lobi.Ethnographika, Hannover 2006.
- Lobi Collection Peter Loebarth. 2015.
- Lobi. Der Meister der Juwelen. 2001.
- Lobi – Figuren / chefs d'oeuvre und Kultobjekte. 2013.
- Lobi. Meister der Hakennasenfiguren. 2012
- Tyohepte Pale. 2009.
- mit Thomas Keller: Lobi Statuary: Brillen. 2014.
- Lobi und andere afrikanische Objekte. 2014.